# Freedom of Mobile Multimedia Access
Freedom of Mobile Multimedia Access (FOMA) to nazwa systemu 3G oferowanego przez japońskiego operatora NTT DoCoMo. 
FOMA była pierwszym systemem W-CDMA 3G na świecie uruchomionym 1 października 2001 roku. FOMA jest kompatybilna ze standardem UMTS. Od czasu, kiedy wprowadzono mobilne technologie w Japonii są one ogólnie bardziej zaawansowane niż w innych krajach. Operator NTT DoCoMo wprowadził także do swojej oferty telefon komórkowy 3G FOMA P901iTV, który jako pierwsze urządzenie ma możliwość odbioru sygnału telewizji cyfrowej. Nowa "komórka" oferowana przez NTT DoCoMo została po raz pierwszy zaprezentowana na targach CEATEC Japan 2005, które odbyły się w dniach od 4 do 8 września w prefekturze Chiba. W sierpniu 2005 roku odnotowano prawie 15 milionów użytkowników, a sieć ta jest najszybciej rozwijającą się siecią komórkową w Japonii.